# Türkistan
Türkistan (ryska: Туркестан) är en ort i Kazakstan. Den ligger i oblystet (provinsen) Sydkazakstan, i den södra delen av landet, 900 km söder om huvudstaden Astana. Turkestan ligger 217 meter över havet och antalet invånare är 97 360. I denna stad ligger Khoja Ahmed Yasawis mausoleum som är klassat som världsarv.

## Sport
- Turan FK (professionell fotbollsklubb);
- Türkistan Arena (kapacitet: 7 000)[2]